# Philometroides oveni
Philometroides oveni is een rondwormensoort uit de familie van de Philometridae. De wetenschappelijke naam van de soort is voor het eerst geldig gepubliceerd in 1975 door Parukhin.